# 佐久良東雄

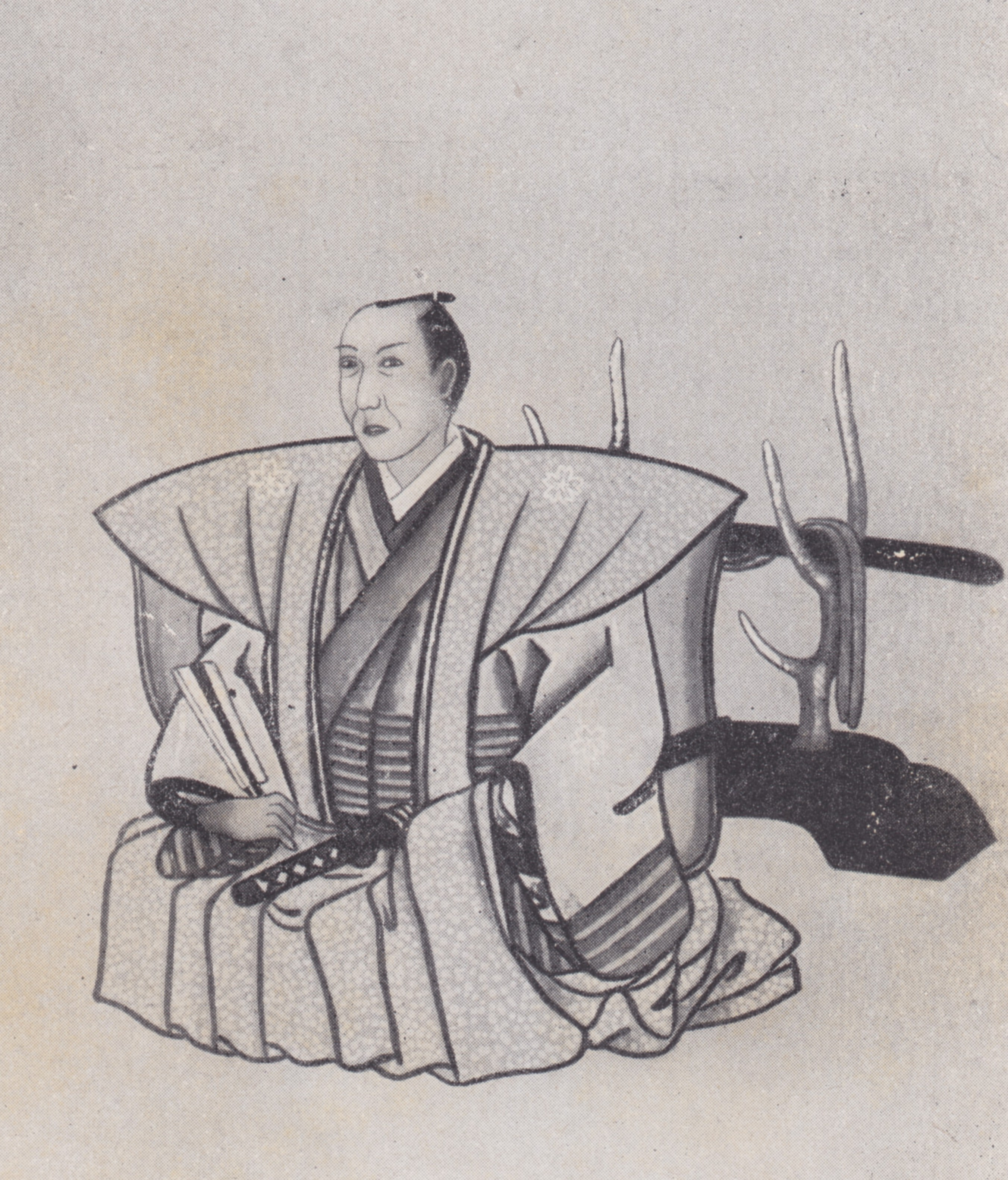
佐久良東雄

佐久良 東雄（さくら あずまお、文化8年3月21日（1811年5月13日） - 万延元年6月27日（1860年8月13日））は日本の幕末時代の国学者、歌人。本姓は飯島。東雄の他の通称に靱負（ゆきえ）、寛、静馬、健雄。雅号は薑園（きょうえん）。尊皇攘夷の志士として活動した。

## 生涯

### 少年・青年時代
常陸国新治郡浦須村（現・茨城県石岡市浦須）の郷士・飯島平蔵の長男として生まれる。幼名は吉兵衛。生家は代々名主を務める家であった。9歳で下林村の真言宗観音寺に入り、住職であった阿闍梨康哉の弟子となる。「万葉法師」との別名もあった康哉に従い、万葉和歌を学ぶ。15歳で得度し、法名を良哉、字を高俊と改めた。1827年（文政10年）、17歳の時には、減租を求めて蜂起した民衆を説得して沈静させ、さらに代官に直訴し、民を救ったという。奈良の真言宗豊山派総本山の長谷寺にて仏道修行を行うが、1832年（天保3年）、康哉の没後に観音寺の第28代住職を引き継ぐ。さらに1835年（天保6年）、25歳の折に、新治郡真鍋村（現・茨城県土浦市）の善応寺の第18代住職となる。
真鍋村に移った20代の頃から藤田東湖、会沢正志斎、加藤桜老（儒学者、笠間藩士）、大久保要（土浦藩士、戊午の密勅に参画）、色川三中（国学者、幕府の醤油御用商人）、藤森弘庵（儒学者）らに学び、交友した。この頃より東雄と号して歌人として知られるようになり、水戸学を学び、国学を講じた。学識を評価され、藤田東湖らに水戸藩への出仕を勧められたが固辞したという。

### 江戸移住
1842年（天保13年）、善応寺住職を辞して江戸におもむき、矢ノ倉町（現・東日本橋）に移住。平田篤胤の門にて国学を学ぶ。翌1843年（天保14年）6月、国学の復古を志し、勤王を誓うために還俗。その足で鹿島神宮に参詣し、桜樹千株を奉献する。その桜にちなみ、佐久良靱負東雄に改名する（「靱負」（ゆきえ）には、雪のように潔く消える、という意味を込めている）。この桜は現在も鹿島神宮の鹿園の反対側の森に「東雄桜」として残されている。この時に東雄が鹿島神宮に奉じた祝詞「豊香島天津大御神乃大御社爾桜木殖奉留詞」は、明治維新後、福羽美静を通して明治天皇に天覧されることとなる。
また1844年（弘化元年）、水戸藩奥医師である鈴木玄兆の娘であり、鈴木宗與（『救民妙薬』の著者とは別人）の妹である輝子と結婚。輝子との間に二男二女を儲けた（長男久丸は早世、次男は巌、長女は峯、次女は春）。

### 上方移住以降
東雄は各地で尊王論を遊説していたが、1845年（弘化2年）に一旦上洛し妙法院宮の家人となった後、和泉国大鳥郡（現在の堺市）に滞在し歌学を講じた。同年、さらに大阪北久宝寺に移り、坐摩神社の神官を務め、坐摩版と呼ばれる国学書の出版を行うとともに、惟神舎を開き国学・皇学を指導した。また江戸の渡辺崋山邸で出会った和歌山池上村庄屋の南繁信と友好を深め、南家に滞在しつつ尊王思想の普及に努めた。当時、東雄が生活した茶室が現在も保存されている。
1854年（安政元年）、再度京都に移り、神祇伯白川資訓に白家神道を学び、神祗道学師の称号を受ける。妙法院宮に召されて中奥席格となり、皇学教授に任じられた。1857年（安政4年）、妻輝子が死去。この頃、静馬あるいは健雄との通称を名乗り、薑園と号した。
その後、大阪に移り住み、1860年（万延元年）、桜田門外の変に参加した水戸浪士たちの支援を行うが、大阪に逃亡してきた高橋多一郎とその子庄左エ門をかくまった科により、3月23日に同志一同とともに捕縛され、松屋町の牢獄に繋がれる。4月上旬には江戸伝馬町の牢獄に移送され、6月27日、獄中にて病死。享年50。後世、東雄は「吾徳川の粟を食わず」と宣言して断食し、命を絶ったという説が流れた。

### 没後
東雄の遺体は罪人として千住小塚原の回向院に埋葬されたが、明治2年（1869年）に水戸徳川家の援助により大阪天王寺の夕陽丘に改葬された。埋葬地が勧業博覧会の敷地となったため、明治22年（1889年）、さらに東成郡共同墓地に転葬される。明治24年（1891年）には靖国神社に合祀され、さらに明治31年（1898年）、従四位が贈られた。昭和7年（1932年）、かつて住職を務めた善応寺に改葬され、忠霊堂が建設された。法名は回向院仮葬真道居士。東雄の墓の隣には大久保要の墓も存在する。

## 歌人としての評価
歌人として東雄は多数の和歌および長歌を残しており、1840年（天保11年）3月には歌集『はるのうた』を自ら刊行している。歌人の佐佐木信綱は『近世和歌史』の中で、東雄を「勤王家中第一の歌人」と賞賛し、万葉調の古調の中に爽快感があると評している。
特に昭和初期にその評価は高まり、1942年（昭和17年）11月には愛国百人一首の80番として、東雄の「天皇に仕へまつれと我を生みし我がたらちねぞ尊かりける」が採用されている（現代語訳「天皇にお仕えせよと私を生んでくださった私の母親は、なんと尊い人であろうか」）。

## 佐久良東雄旧宅
東雄が幼少時を過ごした生家は、1944年に国の史跡に指定された。正面に長屋門を構え、中庭をへだてて茅葺平屋建の母屋を有している。母屋の向って右側には土間、左側にはいわゆる田の字型の配置をした部屋が見られる。母屋の建物時期は正確には明らかにされていないが、広間型の旧式の間取りや構造手法、表門の建立許可文書などから、18世紀中期から末期、宝暦から天明期の建築と推定されている。屋敷はもと恋瀬川付近の平坦地に建てられ、氾濫のために現在地へ移築されたと伝えられるが、それに関しては史料が残されていない。飯島家は浦須村名主と鍛冶屋を兼業してきたが、明治初年頃に鍛冶屋を廃業している。建物も幾度かの修理を経てはいるが、常陸地方の旧民家の特徴をよく残しており、高い価値を認められている。
- 史跡（国指定） 佐久良東雄旧宅 茨城県石岡市浦須314-1
- 指定年月日 1944年（昭和19年）3月7日

## 文献

### 近代以降に出版された主な歌文集
- 『薑園歌文鈔 佐久良君碑』 内田周平編 谷門精舎 1933年
- 『東雄歌集』 長田春子編 寧楽吟社 1936年
- 『佐久良東雄歌集』 佐久良東雄大久保要顕彰会 1937年
- 『赤穂義士人の鑑 一名涙襟集』 国民精神総動員栃木県本部 1940年
- 『定本薑園歌集』 高橋梵仙校訂 三友社 1942年
- 『佐久良東雄歌集』 桜華社 1943年
- 『新版　佐久良東雄歌集』 梶山孝夫編 水戸史学会 1990年